# Andy Garner
Andrew Garner, più conosciuto con il diminutivo Andy Garner (Stonebroom, 8 marzo 1966) è un ex calciatore inglese, di ruolo attaccante.

## Carriera

### Giocatore
Esordisce tra i professionisti nella stagione 1983-1984 all'età di 17 anni con il Derby County, con cui realizza 5 reti in 14 presenze nella seconda divisione inglese, retrocedendo però in terza divisione; gioca poi in questa categoria per le successive due stagioni: nella stagione 1984-1985 va a segno per 3 volte in 16 presenze, mentre in quella successiva va in rete per 7 volte in 23 presenze. Nella stagione 1986-1987, giocata nuovamente in seconda divisione dopo la promozione dell'anno precedente e terminata con la vittoria del campionato (e, pertanto, con una seconda promozione consecutiva), gioca invece solamente 3 partite. L'anno seguente all'età di 21 anni esordisce poi in prima divisione, categoria in cui mette a segno 4 reti in 27 presenze, molte delle quali subentrando però dalla panchina.
Nell'estate del 1988 si trasferisce al Blackpool, in terza divisione: con i Tangerines trascorre complessivamente quattro stagioni (le ultime due in quarta divisione, categoria in cui peraltro il club vince i play-off al termine del campionato 1991-1992), tutte giocando da titolare, con un bilancio complessivo di 160 presenze e 37 reti in partite di campionato: si tratta delle sue ultime presenze nei campionati della Football League, nei cui campionati ha in carriera un bilancio di 231 presenze e 54 reti. Continua comunque a giocare per ulteriori tredici stagioni, fino al termine della stagione 2004-2005, con Gresley Rovers e Burton Albion, entrambi club semiprofessionistici, con cui gioca sempre tra quinta e sesta divisione.

### Allenatore
Dal 2009 in poi ha lavorato come collaboratore tecnico di Nigel Clough in tutti i vari club allenati da quest'ultimo.

## Palmarès

### Club

#### Competizioni nazionali
- Campionato inglese di seconda divisione: 1

Derby County: 1986-1987
- Southern Football League: 1

Gresley Rovers: 1996-1997
- Northern Premier League: 1

Burton Albion: 2001-2002
- Southern Football League Cup: 1

Burton Albion: 1999-2000

#### Competizioni regionali
- Derbyshire Senior Cup: 3

Gresley Rovers: 1993–1994, 1995–1996, 1996–1997